# 立陶宛國家劇院
54°41′09″N 25°17′01″E / 54.6857°N 25.2836°E
立陶宛國家劇院是立陶宛的重要剧院之一，位于首都维尔纽斯的格迪米纳斯大道。戏院重视戏剧传统，同时对创新和改变持积极和开放的态度。戏院目前的经理人是生于1969年的演员马丁納斯·布德拉蒂斯。

## 历史
剧院的历史可追溯到1940年的10月6日，当日荷兰剧作家赫尔曼·海耶曼斯的戏剧《希望》在巴萨纳维丘斯街的维尔纽斯国家剧院（英語：Vilnius State Theatre）上演，剧中的主要视觉意象──渔船，成为剧院的徽记。二战期间，剧院以维尔纽斯城市剧院的名称运作。1947–1955年间，剧院改名为立陶宛国家剧院。此后，剧院又改名为立陶宛国家学术戏剧院（英語：Lithuanian State Academic Drama Theatre），直至1998年8月3日采用现名。

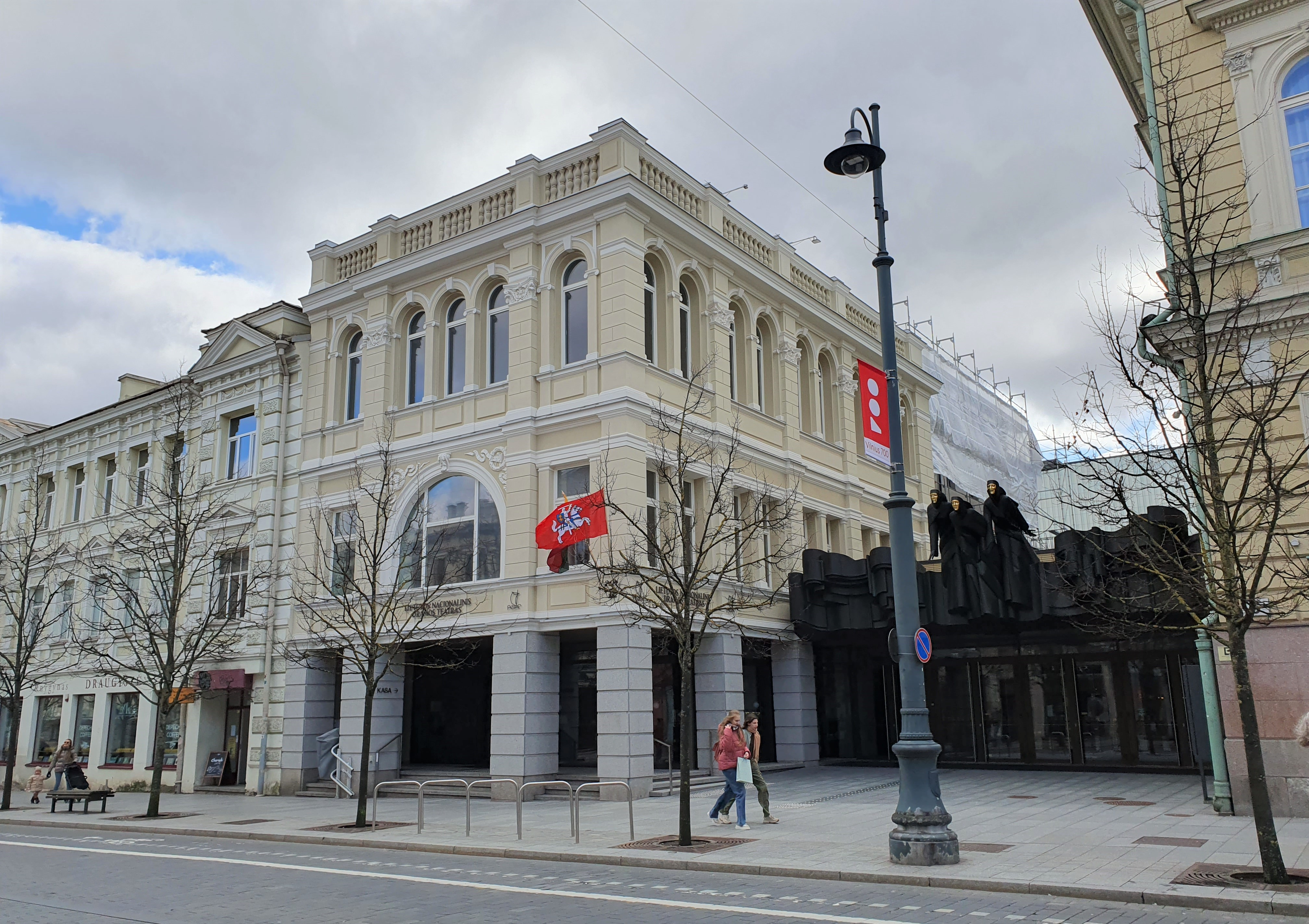
立陶宛国家剧院

剧院于1951年迁到现址。剧场正门的“缪斯三女神”雕像成为剧院的标志。1981年，剧院建筑进行翻新，新的演出大厅投入使用。数年后，小演出厅也投入使用。2007年，剧场再度进行翻新，更新了大、小演出厅的观众座椅和大演出厅的地毯。
2001年，立陶宛国家剧院成为欧洲戏院公约（英語：European Theatre Convention）的成员之一。

## 剧目
剧院上演类型多样的剧作，包括经典、现代和立陶宛国产戏剧。剧目安排兼顾不同类型观众的喜好。剧院每2年一次组织艺术委员会，安排调整剧院将排演的剧目。剧院聘请许多不同背景的戏剧界人士参与戏剧的制作。
剧院最有名的剧目包括三島的《萨德夫人》（英語：Madame de Sade），斯特林堡的《戏梦》（英語：the Dream Play），米茨基维茨的《纪念死者之日》（英語：The Day of Commemorating the Dead），陀思妥耶夫斯基的《斯特凡切科夫庄园》等（英語：The Stepanchikov's Manor）。

## 外部連結
- 官方网站 （立陶宛文）（英文）